# Moline Acres
Moline Acres és una població dels Estats Units a l'estat de Missouri. Segons el cens del 2000 tenia 2.662 habitants.

## Demografia
Segons el cens del 2000, Moline Acres tenia 2.662 habitants, 1.001 habitatges, i 691 famílies. La densitat de població era de 1.835,4 habitants per km².
Dels 1.001 habitatges en un 35,6% hi vivien nens de menys de 18 anys, en un 34,5% hi vivien parelles casades, en un 30,5% dones solteres, i en un 30,9% no eren unitats familiars. En el 27,9% dels habitatges hi vivien persones soles el 8,4% de les quals corresponia a persones de 65 anys o més que vivien soles. El nombre mitjà de persones vivint en cada habitatge era de 2,66 i el nombre mitjà de persones que vivien en cada família era de 3,24.
Per edats la població es repartia de la següent manera: un 30,4% tenia menys de 18 anys, un 9% entre 18 i 24, un 26,2% entre 25 i 44, un 24,1% de 45 a 60 i un 10,2% 65 anys o més.
L'edat mediana era de 34 anys. Per cada 100 dones de 18 o més anys hi havia 72,8 homes.
La renda mediana per habitatge era de 32.229 $ i la renda mediana per família de 34.663 $. Els homes tenien una renda mediana de 25.703 $ mentre que les dones 26.467 $. La renda per capita de la població era de 12.739 $. Entorn del 16,7% de les famílies i el 19,4% de la població estaven per davall del llindar de pobresa.

## Poblacions més properes
El següent diagrama mostra les poblacions més properes.